# Municipio de Morton (condado de Knox)
El municipio de Morton (en inglés: Morton Township) es un municipio ubicado en el condado de Knox en el estado estadounidense de Nebraska. En el año 2010 tenía una población de 181 habitantes y una densidad poblacional de 1,99 personas por km².

## Geografía
El municipio de Morton se encuentra ubicado en las coordenadas 42°34′5″N 97°39′44″O / 42.56806, -97.66222. Según la Oficina del Censo de los Estados Unidos, el municipio tiene una superficie total de 90.79 km², de la cual 90,79 km² corresponden a tierra firme y (0 %) 0 km² es agua.

## Demografía
Según el censo de 2010, había 181 personas residiendo en el municipio de Morton. La densidad de población era de 1,99 hab./km². De los 181 habitantes, el municipio de Morton estaba compuesto por el 98,34 % blancos, el 1,1 % eran amerindios, el 0,55 % eran asiáticos. Del total de la población el 0 % eran hispanos o latinos de cualquier raza.